# 양주 이씨
양주 이씨(楊州李氏)는 경기도 양주시를 본관으로 하는 한국의 성씨이다. 시조 이석숭(李碩崇)은 양주에서 대대로 살아온 선비 집안 출신이며, 조선에서 진사(進士)를 지냈다.

## 참고 자료
- “양주이씨(楊州李氏)”. 뿌리를 찾아서.[깨진 링크(과거 내용 찾기)]